# Margareta Vestin
Frances Eva Margareta Vestin, ogift Brunskog, född 21 januari 1913 i Lidingö församling, Stockholms län, död i juni 2011 i Gustav Vasa församling i Stockholm, var ett svenskt undervisningsråd.
Margareta Vestin var dotter till kaptenen Carl Brunskog och Frances, ogift Wallin, samt syster till skådespelaren Bengt Brunskog. Hennes far var engagerad i internationellt fredsarbete. Margareta Vestin studerade till socionom men tog också examen som filosofie kandidat. Hon fick sedan anställning hos Arbetsmarknadskommissionen, där hennes chef var Ejnar Neymark. Han blev hennes inspiratör och tillsammans lade de grunden för svensk studie- och yrkesvägledning.
Hon reste runt och besökte landets gymnasier och hade vägledningssamtal med blivande studenter vilket väckte hennes intresse för skolan. Dessa kontakter och erfarenheter hade hon god nytta av då hon utsetts till undervisningsråd på Skolöverstyrelsen. Hennes ansvarsområden där var studie- och yrkesvägledning, elevvård och skolhälsovård. Därtill kom jämställdhetsfrågorna som på den tiden inte hade någon självklar plats på Skolöverstyrelsen. Vestin gick oftast segrande ur de många strider hon fick utkämpa med en mansdominerad ledning på myndigheten.
Samma envishet kom till nytta då hon 85 år gammal försvarade sin akademiska avhandling som var en omfattande dokumentation över yrkesvägledningens historia. Hennes engagemang och kunnande gjorde att hon ofta blev efterfrågad som föreläsare bland annat till studiedagar i landets skolor.
Hon var åren 1937–1953 gift med kemisten, professor Ragnar Vestin (1914–1994). De fick barnen Martha 1941, Mia 1943, Frances 1949 och Sanna 1951.